# G-Man
 (mars 2015).
Si vous disposez d'ouvrages ou d'articles de référence ou si vous connaissez des sites web de qualité traitant du thème abordé ici, merci de compléter l'article en donnant les références utiles à sa vérifiabilité et en les liant à la section « Notes et références ».
Le G-Man est un personnage de la série de jeux vidéo Half-Life. Toujours vêtu d'un costume bleu et tenant une mystérieuse mallette, il apparaît plusieurs fois dans les jeux, observant le joueur depuis une position inaccessible à celui-ci. Son rôle réel et son passé demeurent encore complètement inexpliqués.

## Description

### Apparence
Physiquement, le G-Man semble être un homme blanc d'une quarantaine d'années, grand et mince, avec une peau pâle, des cheveux bruns et des yeux bleu-vert. Dans la série, il est vêtu d'un costume gris-bleu et tient toujours (à l'exception de certaines de ses interventions dans Half-Life 2, Half-Life 2: Episode One et Half-Life 2: Episode Two) à la main une mallette qui, du moins dans Half-Life 1, porte le logo du Centre de Recherche de Black Mesa.

### Personnalité
Le G-Man affiche un comportement très calme, presque indifférent aux évènements qui se déroulent autour de lui. C'est particulièrement flagrant dans le Centre de Recherche de Black Mesa dévasté par les extraterrestres où les autres humains sont pris de panique et tentent de s'enfuir, tandis que le G-Man redresse calmement sa cravate ou lisse les revers de son costume avec sa main. Il a une intonation plate, parlant toujours très lentement et posément. 
Le G-Man semble être neutre envers tout le monde, mais il n'est pas rare de le voir auprès d'ennemis sans pour autant que ceux-ci l'attaquent ou lui parlent. Il est toujours près des zones d'action dans les moments de concentration, protégé du danger par divers moyens architecturaux, et semble à l'avance connaître les stratégies ennemies. Il ne porte aucune arme ni protection, si ce n'est sa mallette dont le contenu est inconnu. Cependant, il existe des passages où le joueur est en très proche contact avec lui (comme la passerelle du chapitre 2 d’Half-Life) sans pour autant que celui-ci parle ou agisse, comme si le joueur était inexistant.

### Identité
Son identité n'a pas été révélée à ce jour. Le surnom « G-Man » (Government Man - un agent du gouvernement américain, dans le langage anglais courant) provient directement du nom de modèle du personnage dans les fichiers de Half-Life et Half-Life 2. Il est aussi nommé ainsi dans les documents de Valve et dans le générique de fin de Half-Life 2. De plus, dans le manuel d’Opposing Force, Adrian Shephard le mentionne sous ce nom. Le G-Man est capable d'utiliser un large éventail de dispositifs, des téléphones cellulaires aux téléporteurs en passant par les portes blindées et les ogives nucléaires. Il est régulièrement aperçu dans les jeux, mais il est rare que le joueur voie plus de lui qu'une furtive apparition avant que celui-ci ne marche calmement hors de la vue du joueur et disparaisse mystérieusement. Le G-Man est parfois vu en train de parler à diverses personnes, et plusieurs personnages importants de la saga semblent savoir des choses sur lui. À la fin d'Half-Life 2, le Dr Breen dit à Gordon Freeman qu'il « est un pion docile pour ceux qui le contrôlent » et lui demande « Saviez-vous que votre contrat était ouvert au plus offrant ? ». 

## Apparitions

### Half-Life
Le G-Man est aperçu pour la première fois dans une ligne de tramway durant la séquence d'ouverture de Half-Life. Sa ligne part dans une direction opposée à celle de Freeman, et pourtant il parvient au Secteur C avant Freeman. Peu de temps avant le début de l'expérience, il peut être vu en train de discuter âprement avec un scientifique dans une salle verrouillée du Secteur C, faisant des gestes similaires à des manchettes, comme exprimant un refus catégorique. Après la résonance en chaîne à l'origine de « l'incident » de Black Mesa, le G-Man peut être vu à plusieurs reprises dans le jeu en train d'observer tranquillement le joueur. Dans de nombreux cas, le joueur parvient finalement à l'endroit où était le G-Man quelques secondes auparavant, même si d'autres zones où il est aperçu restent inaccessibles, et lorsque d'autres personnes sont sur place elles n'émettent aucun commentaire qui laisserait entendre qu'elles l'aient vu.
Après sa victoire contre le Nihilanth sur Xen, à la fin de Half-Life, Gordon Freeman rencontre enfin le G-Man. Celui-ci amène Gordon de manière inexplicable dans un tram (comme l'un de ceux au début du jeu) mais celui-ci voyage à travers un endroit entièrement noir et mystérieux (l'espace ?). Le G-Man dit à Gordon avoir suivi ses exploits de très près et le félicite pour cela. Il l'informe ensuite qu'il l'a recommandé à ses « employeurs » et propose à Gordon de travailler pour lui. Le déclin de l'offre propulse Freeman entièrement désarmé devant une horde d'extraterrestres hostiles tandis que l'écran se noircit et que les derniers mots du G-Man résonnent : « Sans rancune, M. Freeman ». Une acceptation au contraire prépare la voie à Half-Life 2.

#### Opposing Force
Dans la première extension Half-Life: Opposing Force, le G-Man joue un rôle un peu plus direct dans l'histoire et les actions du personnage principal, le caporal Adrian Shephard.
Durant la séance d'entraînement au camp militaire, le G-Man peut être aperçu derrière une vitre en train de parler à un officier, jetant occasionnellement un regard au joueur. Comme les indications du sergent-instructeur mentionnent que l'entraînement de Shepard est inexplicablement avancé, il semble que le G-Man se soit intéressé à Adrian Shepard avant les évènements de Black Mesa pour des raisons inconnues.
Durant « l'incident » de Black Mesa (que la section de Shephard a été envoyée contenir), Adrian Shepard est à un moment piégé dans une salle que du liquide corrosif et/ou radioactif envahit peu à peu. Le G-Man ouvre une porte permettant à Shephard de s'échapper, lui sauvant la vie. Un peu plus tard, alors que Shephard rejoint les autres marines pour évacuer Black Mesa, le G-Man ferme la porte du hangar, laissant Shepard sur place. Par la suite, le G-Man est vu en train de réarmer la bombe nucléaire qui doit détruire Black Mesa et que Shepard avait désactivée auparavant.
Après que Shepard a vaincu le monstre de fin d'Opposing Force, le G-Man apparait enfin devant lui. À cette occasion, Shepard se retrouve inexplicablement à bord de l'un des avions Osprey[Lequel ?] de l'UCEH. Le G-Man l'informe que, contrairement au souhait de son « employeur », il a décidé d'épargner la vie de Shephard mais qu'il doit le maintenir en captivité. Le G-Man se dit impressionné par la faculté de Shepard à « chercher à survivre par tous les moyens » dans le complexe, et admet : « Après tout, nous sommes de la même trempe ». Le G-Man conclut en exprimant que « cette affaire ne doit pas s'ébruiter » et rajoute également que pour éviter de laisser à Adrian la « tentation de tout déballer », il précise à Adrian qu'il préfère le transférer dans un endroit où « il ne risquera rien », et il laisse paraître que lui non plus. À la fin de son discours, l'avion les emporte loin de Black Mesa à l'abri du souffle de l'explosion nucléaire, confirmant la destruction du centre. L'avion se transpose alors soudainement dans le ciel de Xen puis finalement dans un grand vide noir similaire à celui où voyageait le tram de Gordon à la fin de Half-Life. Le G-Man quitte ensuite Shephard par un téléporteur situé dans le cockpit qui disparaît immédiatement après son passage, et l'écran s'obscurcit. On ignore encore actuellement si le G-Man a, de la même manière qu'il l'a fait avec Gordon dans Half-Life, transféré Shephard dans un lieu sûr, ou si en vérité il l'a vraiment laissé dans le néant.

#### Blue ShiftetDecay
Dans les deux extensions Half-Life: Blue Shift et Half-Life: Decay, les principaux personnages de chaque jeu (respectivement Barney Calhoun et les docteurs Gina Cross et Colette Green), aperçoivent le G-Man en début de jeu, mais il ne semble pas les remarquer.

### Half-Life 2
Half-Life 2 commence où le G-Man s'adresse à Gordon comme dans une sorte de rêve, lui montrant des images de la chambre de test de Black Mesa (à noter que cette chambre est modélisée telle que dans Half-Life premier du nom) et de l'intérieur de la Citadelle. Le G-Man laisse entendre à Freeman qu'il l'a placé en stase pour sa propre sécurité, et qu'une occasion se présente maintenant pour qu'il puisse commencer sa lutte contre les forces du Cartel sur Terre.
Tout au long de cette séquence d'introduction, le G-Man appelle Freeman « Monsieur Freeman » sans faire référence à son titre de Docteur. Cependant, dans la séquence de fin, il l'appelle « Docteur Freeman ».  
Comme dans le premier Half-Life, le G-Man est visible à différents endroits au cours du jeu, mais uniquement à très grande distance ou à travers des écrans de terminaux, jusqu'à la séquence finale du jeu. Après la rude bataille durant son ascension de la Citadelle, Gordon endommage sévèrement le réacteur à fusion du bâtiment et provoque une explosion qui aurait certainement causé sa mort si le G-Man n'avait pas arrêté le temps pour mettre Gordon en sécurité en attendant les instructions de ses « employeurs » (en laissant apparemment à son sort l'équipière de Gordon, Alyx Vance). Le jeu se termine sur cette fin très similaire au premier Half-Life, tandis que le G-Man, laissant Gordon dans un lieu sombre, s'avance vers une sorte de porte, non sans avoir, auparavant, redressé une dernière fois sa cravate.
Son monologue adressé au joueur est le suivant :

« L'heure, docteur Freeman ? L'heure est-elle vraiment arrivée ? Il me semble que vous venez seulement d'arriver. Vous avez tant accompli. En si peu de temps. Vous avez si bien réussi, en fait, que j'ai reçu quelques propositions intéressantes pour vos services. En temps normal, je n'y penserais pas mais cette époque n'est pas commune. Plutôt que de vous offrir l'illusion du choix, je prendrai la liberté de décider pour vous… si et quand votre heure doit venir de nouveau. Je regrette cette décision qui doit vous sembler bien arbitraire, docteur Freeman. Mais je suis persuadé que vous comprendrez au cours de… Eh bien… Je ne puis vous en faire part. En attendant, je m'arrête ici. »

— G-Man, Half-Life 2
À cet instant, le G-Man indique clairement qu'il va replacer Gordon Freeman en stase alors qu'il reçoit des « propositions intéressantes » pour ses services, sans toutefois mentionner ses « employeurs » comme dans Half-Life.

#### Episode One
Dans Half-Life 2: Episode One, le G-Man n'apparait qu'une fois, au début du jeu, qui reprend exactement au moment où Half-Life 2 s'arrête. Pour une fois sans sa mystérieuse mallette, le G-Man raccompagne Gordon dans l'immensité vide où il l'avait déjà plongé auparavant et se prépare à dire quelque chose lorsqu'il remarque un Vortigaunt pourpre à sa gauche. À sa vue, il semble légèrement amusé mais d'autres Vortigaunts apparaissent à sa droite et son sourire disparait, son visage prenant alors un air irrité. Réalisant ce qui se produit, il redresse sa cravate plus violemment que d'habitude tandis que deux Vortigaunts empoignent Alyx puis Gordon par les bras, pour les extraire de la Citadelle en cours de destruction. Gordon se retrouve alors au pied du bâtiment, quelques minutes après l'explosion, où il est retrouvé par Chien, puis par Alyx. Avant que Gordon ne lui échappe, le G-Man laisse échapper « On verra ça. »
Cet incident montre que les Vortigaunts ont la capacité d'entrer dans le monde du G-Man. C'est également la première fois que des personnages non-joueurs se mettent en travers du G-Man.

#### Episode Two
Dans Episode Two, le G-Man apparait à Gordon pendant que les Vortigaunts soignent Alyx Vance. Il a définitivement quitté sa mystérieuse mallette (depuis Episode One). Son ton a changé et il demande à Gordon Freeman d'escorter Alyx Vance jusqu'à son père. Il explique aussi qu'il a dû attendre que les Vortigaunts soient occupés avant de pouvoir se manifester, et se vante d'avoir sauvé Alyx lors du désastre de Black Mesa. Son discours assez long s'accompagne de visions fragmentées et presque hallucinatoires. On le voit en particulier dans un bureau avec le logo de Black Mesa en arrière-plan sur un écran, la pièce ressemblant à la salle de Black Mesa dans laquelle on rentre après être descendu de la rame dans Half-Life. Il demande ensuite à Alyx, inconsciente, de transmettre un message à son père: « préparez-vous à des conséquences imprévues », faisant référence au chapitre du même nom de Half-Life.
Le G-Man retrouve ensuite son habitude d'apparaître brièvement au loin pendant cet épisode. On peut l'apercevoir traversant le pont cassé et entrant dans l'auberge de l'embuscade.
Lorsque Gordon et Alyx arrivent à White Forest et retrouvent Eli Vance dans son bureau, le G-Man apparait sur un écran, ce qui met Alyx dans un état second. Elle transmet le message du G-Man à son père. Visiblement secoué, Eli informe Gordon confidentiellement que le G-Man l'avait prévenu dans les mêmes termes juste avant la catastrophe de Black Mesa et confirme que l'individu - qu'il appelle « notre ami commun » avec un ton dégouté - a bel et bien sauvé la vie d'Alyx pour servir « ses propres intérêts ».

### Half-Life: Alyx
Dans Half-Life : Alyx on apprend que le G-Man a été capturé par le cartel quelque part entre l'accident de Black Mesa et le moment où se déroule le jeu. Au début, il est pris pour une arme dévastatrice enfermée dans un coffre-fort, puis Eli et Alyx entendent une conversation entre une femme qui semble être Judith Mossman et un des conseillers du cartel, ce qui les mène à penser que c'est Gordon Freeman qui est enfermé dans ce coffre-fort volant. Alyx délivrera le G-Man de cette prison de haute technologie, et il lui offrira, à la suite de cet échange, une récompense : changer le destin de son père, Eli Vance, et lui éviter semble-t-il la mort. 

### Autre
Le modèle du G-Man sert de base au personnage du G-Toilet dans la web-série animée Skibidi Toilet.